# شريعة الغاب (مسرحية)
مسرحية شريعة الغاب هي إحدى المسرحيات التي ألفها أمير الشعراء أحمد شوقي، كتبها على ألسنة الحيوانات ليبيّن الواقع في الحياة وأن المظلوم دائما عليه الحق.

## عناصر المسرحية

### الأحداث
بدأت الأحداث باجتماع الحيوانات لمناقشة سبب انتشار مرض الطاعون في الغابة، وتوالت الأحداث حتى حكم على الحمار بالإعدام حرقاً .

### الشخصيات
1. الأسد: ملك الحيوانات، جمعها وبدأ الحديث ؛ وبين سبب هذا الاجتماع، وعدد ذنوبه، ولكن ذنوبه كانت بسيطة من وجهة نظر الحيوانات المفترسة، والمنافقة ( الثعلب ) ... شريعة غاب !!
2. النمر: حيوان مفترس، مؤيد للأسد في أقواله، قام بنشر الرعب في الأرض .
3. الدب: حيوان مفترس، يغير على المزارع ليلاً، ويأكل الثمار، ويخنق الصغار، ويفر ويهرب ولا يواجه، وهذه الصفة محمودة في شريعة الغاب .
4. الثعلب: حيوان ماكر ومنافق، مؤيد للحيوانات القوية ( ويمثل شخصية علماء السلاطين الذين يفتون للحاكم بصحة أقواله حتى لو أضرت الناس .
5. الحمار: حيوان ضعيف، يعيش بين الحيوانات المفترسة، كان ذنبه أقل الذنوب لكنه في شريعة الغاب كان جرماً عظيماً، (يمثل شخصية أفراد الشعب الضعفاء الذين تطبق عليهم القوانين ).

### الحوار
أجرى الشاعر الحوار على ألسنة الحيوانات كما فعل الفيلسوف بيدبا في كتابه كليلة ودمنة ... وقد كان الحوار باللغة الفصيحة، ولم يظهر الحوار الداخلي إلا في كلام الثعلب في نهاية المسرحية حينما قال:
إن الفتى إن كان ذا بطش مساوئُه شريفة

### مكان وزمان المسرحية
المكان في إحدى الغابات . والزمان غير محدد.

### العقدة والحل والصراع
حين اتهم الحمار، وأخذ الثعلب يبحث في قانون الغاب ليعرف العقاب الذي سيلحق بالحمار.
أما الحل فكان بالحكم على الحمار بالإعدام حرقاً. الصراع:كان بين مبدأ قانون الغاب الذي ينصر الظالم وبين قانون العدالة.